# Nicolas de Mingrélie
Nicolas Niko Dadiani (géorgien : ნიკოლოზ "ნიკო" დადიანი) ou Nikolaoz Davidovich Dadian-Mingrelsky (russe : Николай Давидович Дадиан-Мингрельский), né le 4 janvier 1847 et mort le 23 janvier 1903, est le dernier prince souverain de Mingrélie, de 1853 à 1867.

## Biographie
Nicolas de Mingrélie est issu de la lignée des Dadiani, une des principales familles nobles géorgiennes. Il succède au trône lors de la mort de son père David Dadiani, mais ne règne jamais effectivement ; pendant sa minorité le gouvernement est assuré par une régence présidée par sa mère  Catherine Dadiani, princesse de Mingrélie et en 1857, la Mingrélie est placée sous l'administration de l'Empire russe. En 1867, le Dadian abdique formellement son trône et la  Mingrélie est directement incorporé dans l'Empire russe. Niko Dadiani se fixe rapidement à Saint-Pétersbourg, où il devient un membre de la cour impériale. Il est officier de l'armée impériale russe. Il se distingue lors de la Guerre russo-turque de 1877-1878 et se retire avec le rang de major-général.
Le compositeur autrichien Johann Strauss compose en son honneur une polka, la Niko-Polka (op. 228). En 1882, il hérite de sa mère et devient le plus riche propriétaire de Géorgie. Il fait don de sa bibliothèque à une société d'éducation. Il fonde plusieurs écoles et hôpitaux et s'efforce de préserver l'usage du géorgien face à la diffusion croissante de la langue russe. 
En 1886, le tsar le propose comme candidat pour succéder à Alexandre de Battenberg, qui avait abdiqué de la principauté de Bulgarie. Mais les puissances européennes lui préfèrent un autre candidat, Ferdinand de Saxe-Cobourg.
Il meurt en 1903 à Saint-Pétersbourg. Ses restes sont transférés à l'église de Martvili. Il est dit que le peuple de Mingrélie montra un grand chagrin à sa mort et tint de nombreuses cérémonies en son honneur.